# Trichoridia eristica
Trichoridia eristica là một loài bướm đêm trong họ Noctuidae.